# Bardwell, Suffolk
Bardwell är en by och en civil parish i distriktet West Suffolk i Suffolk i England. Orten har 690 invånare (2001).